# مأموریت: ممکن
مأموریت: ممکن (انگلیسی: Mission: Possible؛‏ کره‌ای: 미션 파서블) فیلم اکشن کمدی محصول سال ۲۰۲۱ کره جنوبی به نویسندگی و کارگردانی کیم هیونگ جو است. این فیلم بر پایهٔ مأموریت: غیرممکن از بروس گلر است و لی سون بین و کیم یونگ کوانگ در آن بازی کردند. این فیلم داستان دا هی، یک مأمور مخفی و سو هان، یک مأمور مخفی سابق که کارآگاه خصوصی شده است را دنبال می‌کند. این فیلم در ۱۷ فوریه ۲۰۲۱ در کره جنوبی منتشر شد.
بر اساس داده‌های شورای فیلم کره‌ای، این فیلم تا تاریخ ۱۱ دسامبر ۲۰۲۱، با فروش ۳٫۵۶ میلیون دلار و تعداد بلیت ۴۴۷٬۱۱۱، در جایگاه یازدهم در میان تمام فیلم‌های منتشر شده کره‌ای سال ۲۰۲۱ قرار گرفت.

## بازیگران
- لی سون بین در نقش وونگ آیرینگ/یو دا هی[۵]
- کیم یونگ کوانگ در نقش وو سو هان[۶]
- اوه ده هوان در نقش جون هون
- کیم ته هون در نقش شین کی رو
- سو هیون چول در نقش کارآگاه
- چوی بیونگ مو در نقش چا اوه، لیدر تیم
- نا کوانگ هون
- سو بوم شیک
- وو کانگ مین در نقش لیدر مزدور کره‌ای
- جانگ سه آه
- پارک جی یون در نقش پلیس زن[۷]
- جولین کانگ در نقش یو ری
- لی دو گیوم در نقش کارمند هتل
- لی جو وون در نقش دو دو هو[۸][۹]

### حضور ویژه
- هوانگ جونگ مین در نقش دوروثی
- هونگ سوک چون در نقش هونگ سوک چون
- جانگ وون یونگ در نقش پزشک
- کیم هو یونگ در نقش فالگیر
- شین هه جونگ